# الاتحاد الدولي لجمعيات المواي تاي بطولة العالم للمواي تاي
الاتحاد الدولي لجمعيات المواي تاي بطولة العالم للمواي تاي (بالإنجليزية: IFMA World Muaythai Championships)‏ هي مسابقات المواي تاي السنوية التي ينظمها الاتحاد الدولي لجمعيات المواي تاي.